# Об'єдкова Ванда Семенівна
Ванда Семенівна Об'єдкова (8 грудня 1930, Маріуполь — 4 квітня 2022, Маріуполь) — українська єврейка, що пережила Голокост у маріупольських підвалах, і померла в тих же підвалах під час російського вторгнення 2022 року.

## Біографія
Ванда Семенівна Об'єдкова народилася 8 грудня 1930 року в Маріуполі.
Їй було 10 років, коли у жовтні 1941 року місто було окуповане німецькою армією і почалися облави на євреїв. Незабаром есесівці прийшли до будинку сім'ї та забрали матір Ванди, Марію (Міндель), маленькій дівчинці вдалося уникнути арешту, сховавшись у підвалі. 20 жовтня того ж року німці розстріляли близько 16 тисяч маріупольських євреїв, у тому числі мати Об'єдкової та всю її родину. Пізніше дівчинку схопили, але завдяки друзям сім'ї їй вдалося видати себе за гречанку та врятуватися. Потім батько Об'єдкової, який не був євреєм, помістив її в лікарню, де дівчинка і прожила до зайняття Маріуполя в 1943 році радянськими військами.
У 1954 році Об'єдкова вийшла заміж у Жданові, як тоді називався Маріуполь, у якому провела все своє життя. Останні роки вона проживала зі своєю дочкою Ларисою. У 1998 році Об'єдкова докладно розповіла фонду «USC Shoah» про своє життя і пережите під час Голокосту. Об'єдкова разом зі своєю сім'єю брала активну участь у житті єврейської громади Маріуполя і руху Хабад-Любавич, вона любила відзначати єврейські свята, в тому числі — Песах, користувалася медичною допомогою в місцевій синагозі.
У 2014 році, у розпал воєнних дій на сході України, Об'єдкова з родиною разом із єврейською громадою евакуювалися до Житомира, а після припинення боїв повернулися додому. Після початку вторгнення Росії в Україну, на початку березня 2022 року Об'єдкова разом із сім'єю спустилася до підвалу сантехнічного магазину по сусідству, а їхній будинок згорів внаслідок обстрілів з усім майном. У пожежі було втрачено і касета з інтерв'ю 1998 року Об'єдкової про Голокост, але копія була знову знайдена Фондом USC Shoah і опубліковано на своїй сторінці YouTube 26 квітня 2022 року. Протягом семи тижнів вторгнення вони страждали від відсутності електрики і тепла, а також від спраги, оскільки щоб вирушити за водою, потрібно було пройти снайперів, що засіли поблизу, крім щоденних бомбардувань. Об'єдкова сильно хворіла і не могла ходити, єдину допомогу сім'ї весь цей час надавала синагога, а за словами Лариси, її мати не могла пригадати нічого подібного навіть під час німецько-радянської війни.

### Смерть
Ванда Семенівна Об'єдкова померла 4 квітня 2022 року у віці 91 року у підвалах Маріуполя, де 80 років тому ховалась від нацистської окупації. Після смерті матері Лариса та її чоловік, ризикуючи своїм життям, поховали Об'єдкову під безперервними обстрілами в маріупольському парку біля Азовського моря, а потім евакуювалися з міста в безпечне місце. Про смерть Об'єдкової стало відомо лише 20 квітня з повідомлення Державного музею Аушвіц-Біркенау, оскільки місто було зайняте російськими військами і повністю відрізане від повідомлення із зовнішнім світом. Об'єдкова стала другим громадянином України, який пережив нацистську окупацію і помер у ході російського вторгнення, після Бориса Романченка; її смерть і життя привернули велику увагу з боку світової преси.